# Оляпки
Оляпки (лат. Cinclus) — род воробьиных птиц, единственный в семействе оляпковых.

## Классификация
В состав рода включают пять видов:
- Cinclus cinclus (Linnaeus, 1758) — Оляпка, или обыкновенная оляпка
- Cinclus pallasii Temminck, 1820 — Бурая оляпка
- Cinclus mexicanus Swainson, 1827 — Американская оляпка
- Cinclus leucocephalus Tschudi, 1844 — Белоголовая оляпка
- Cinclus schulzii Cabanis, 1882 — Рыжегорлая оляпка

На территории России встречаются 2 вида: оляпка и бурая оляпка.